# Sarcodes sanguinea
Sarcodes sanguinea Torr. – gatunek z monotypowego rodzaju roślin Sarcodes z rodziny wrzosowatych (Ericaceae). Występuje w zachodniej części Stanów Zjednoczonych (Kalifornia, Oregon i Nevada) oraz w północno-zachodnim Meksyku. 
Jest bezzieleniowym myko-heterotrofem występującym w iglastych i mieszanych lasach na obszarach górskich na rzędnych od 1100 do 3000 m n.p.m. Kwitnie późną wiosną i latem. Gatunek otrzymuje związki organiczne od grzyba Rhizopogon ellenae, pozostającego jednocześnie w mykoryzie z Abies magnifica, przy czym w pobliżu miejsc, gdzie rośnie S. sanguinea, stwierdzono, że korzenie A. magnifica są lepiej rozwinięte. Także liczebność R. ellenae maleje wraz ze wzrostem odległości od S. sanguinea. Nie jest jasne, czy myko-heterotrof stymuluje wzrost swojego pośredniego żywiciela, czy też relacja ma charakter mutualistyczny.
Nazwa rodzajowa utworzona została z greckiego słowa sarkos – „mięso” i przyrostka -odes – oznaczającego „podobny”. Nazwa gatunkowa pochodzi z łacińskiego słowa sanguis – „krew”.

## Morfologia

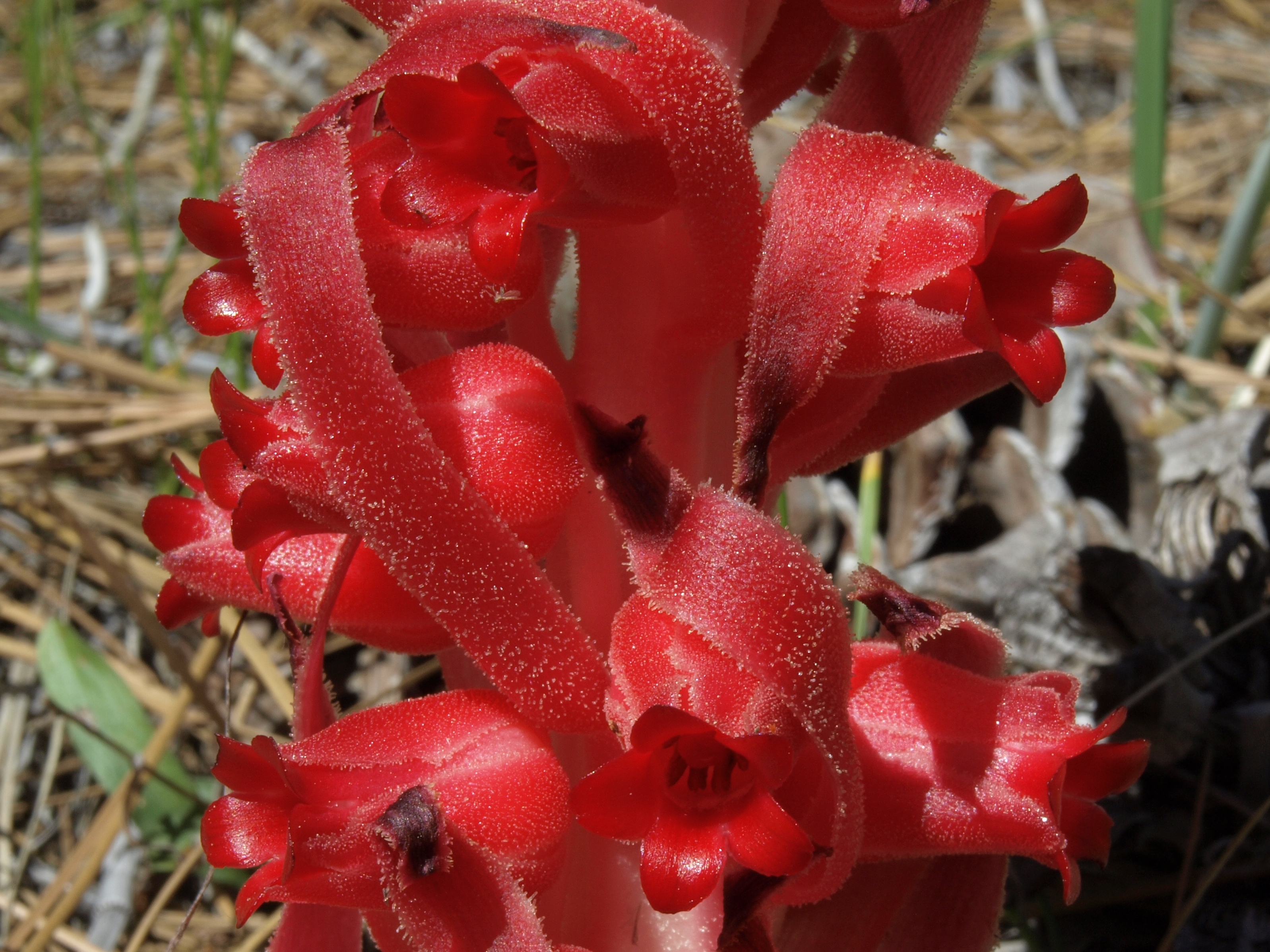
Kwiaty

PokrójRoślina bezzieleniowa, bez łodygi i liści – rozwijająca jedynie kwiatostan.
KwiatyZebrane we wzniesiony, mięsisty kwiatostan groniasty, osiągający od 15 do 50 cm wysokości i średnicę od 2 do 10 cm. Kwiatostan ma barwę jasnoczerwoną do ciemnopomarańczowej. Kwiaty rozwijają się na szypułkach prostopadłych do osi kwiatostanu, wznoszących się ku górze w czasie owocowania. Przysadki wspierające kwiaty czerwone, do 15 mm długości. Kwiaty są promieniste. Działki kielicha w liczbie 5 są wolne, mają kształt lancetowato-jajowaty. Płatków dzwonkowatej korony jest 5, są one zrośnięte i czerwone. Osiągają 12–18 mm długości, końce płatków są odwinięte. Pręciki w liczbie 10 schowane są w rurce korony. Ich nitki są nagie i nieco rozszerzają się ku górze, pylniki bez pazurków, wydłużone, otwierają się dwoma pęknięciami. Zalążnia powstaje z 5 owocolistków i jest pięciokomorowa, z prostą, tęgą szyjką słupka na szczycie z główkowatym znamieniem, bez pierścienia włosków na szyjce.
OwoceNiepękające lub pękające nieregularnie torebki o średnicy 1–2,5 cm, zawierająca ponad 100 jajowatych i nieoskrzydlonych nasion.

## Systematyka
Pozycja systematyczna
Gatunek z monotypowego rodzaju roślin Sarcodes A.Gray, będącego jednym z dwóch w plemieniu Pterosporeae w podrodzinie Monotropoideae Arnott (syn. Hypopityaceae Link, Monotropaceae Nuttall, nom. cons., Pyrolaceae Lindley, nom. cons.) w obrębie rodziny wrzosowatych Ericaceae Jussieu z rzędu wrzosowców Ericales Dumortier.